# 深川祭

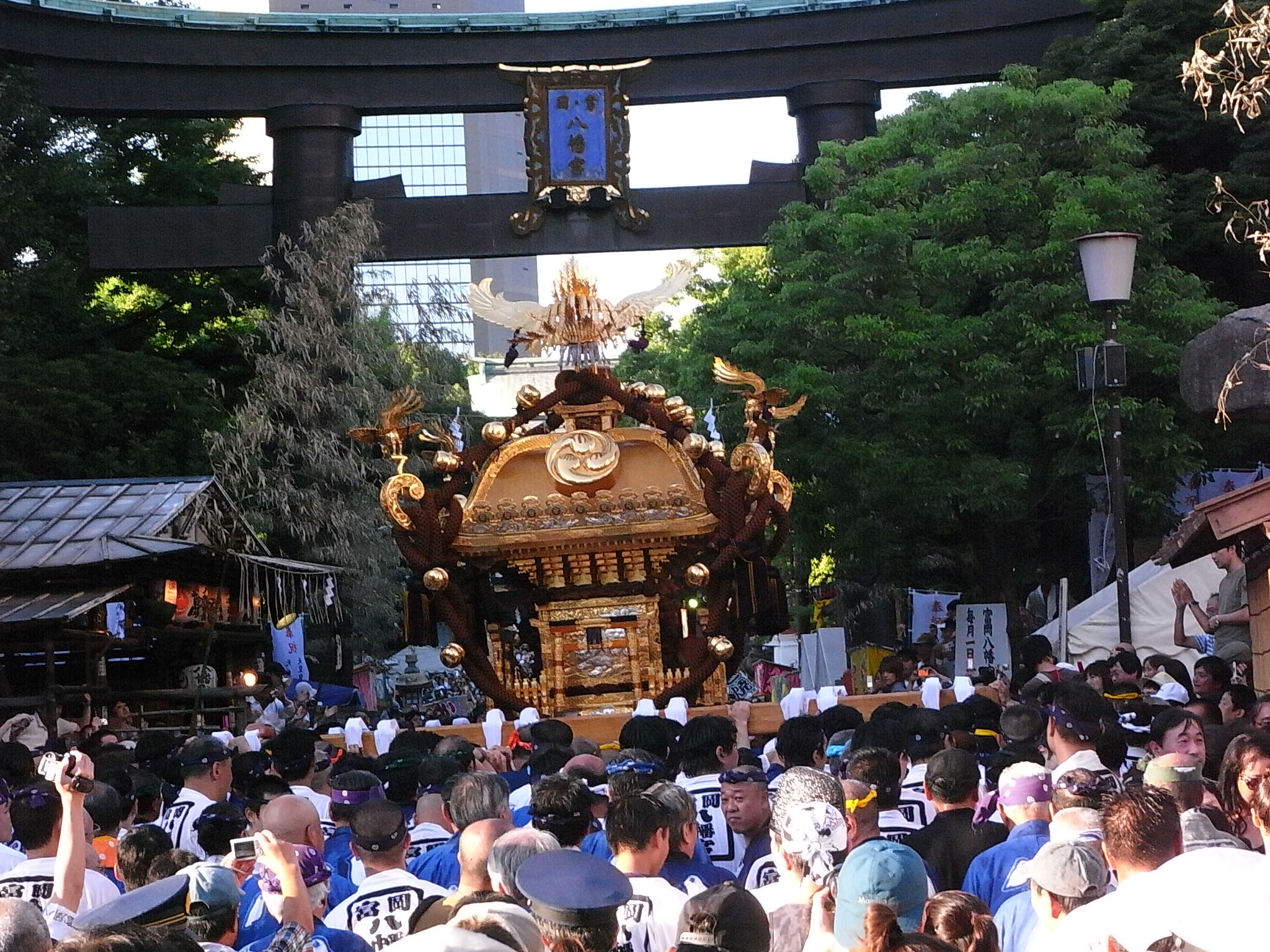
深川祭 本祭
（2009年8月16日撮影）

深川祭（ふかがわまつり） 東京都江東区の富岡八幡宮の祭礼で、毎年8月15日を中心に行われる。神田祭、山王祭と並んで江戸三大祭の1つに数えられ約380年の歴史を誇る。
「深川八幡祭」や「水掛け祭」とも呼ばれている。

## 概要
例大祭は毎年8月15日前後に行われ、3年に1度八幡宮の御鳳輦が渡御を行う年は「本祭り」と呼ばれる。宮入り・宮出しで各町の氏子が各々「わっしょい!」の掛け声と共に町神輿を担いで繰り出し、連合渡御する様は壮観である。
その人気は江戸期に永代橋に多数の人が押し入ったことにより永代橋を崩落させたほどである（文化4年（1807年）の永代橋崩落事故）。暑さ避けに水を掛けることから、「本祭り」は別名「水掛け祭」とも呼ばれる。担ぎ手に水をかける「水掛け」であれば誰でも参加ができる。
江戸幕府の命により祭りが行われたことが起源ということもあり、江戸幕府や、江戸城跡を住まい（皇居）とする天皇に関連のある年には皇居前まで神輿を担ぐこともある。

## 歴史
- 1642年 - 江戸幕府の命により徳川家光が長男家綱の世継ぎ祝賀を行う。
- 1948年 - 戦後初めて本祭りを実施。神輿を皇居前まで担ぎ、復興状況を報告した。
- 1995年9月 - 平泉町の蘇れ黄金・平泉祭に招かれ、深川祭の神輿も参加。
- 1997年 - 二の宮神輿渡御を開始。
- 2001年 - 子供神輿連合を開始。
- 2003年8月3日 - 江戸開府400年記念と深川神輿の皇居前拝礼55年を記念して二の宮神輿での皇居前拝礼を行う。
- 2008年8月17日 - 奥州平泉の神輿が初参加。
- 2011年
  - 3月11日 - 東日本大震災が発生。地震の影響により本祭りは来年に延期となる。
  - 10月30日 - 日本橋架橋100周年記念まつりの一環として行われた大震災復興鎮災祈願・神輿渡御祭に、同じく江戸三大祭こと神田祭の神輿と共に深川祭の神輿も参加。
- 2012年8月12日 - 明仁天皇及び皇后美智子（いずれも当時）が観覧。
- 2020年 - 新型コロナウイルス感染拡大の影響により、本祭りは中止。
- 2023年8月13日 - 本祭りが6年ぶりに開催された[1]。

## 神輿連合渡御
氏子各町会の神輿50数基が深川の氏子各町を1周、約8キロを巡る。
ルート内経由地点
富岡八幡宮（発） - 東陽3丁目 - 扇橋公園前 - 清澄3丁目 - 箱崎町 - 新川1丁目 -  富岡八幡宮（着）

### 深川祭の神輿行列
神輿渡御54基（記載順・神輿は2012年本祭り参考）
| - 深浜 - 古石場二 - 牡丹一 - 琴平 - 古石場西 - 牡丹二三 - 越中 - 古石場東 - 豊洲 - 枝川 - 石島 | - 千石一 - 扇橋 - 東陽一 - 東陽二 - 東陽三 - 東陽四 - 東陽五 - 新川一西 - 新川霊一 - 新川一東 - 新川一南 | - 新川越二 - 新川越一 - 箱崎 - 新川一北 - 仲町二 - 佐賀町 - 富岡二 - 永代一 - 仲町一 - 福住 - 宮元（富岡一） | - 永代二南 - 永代二北 - 三好一 - 三好二 - 三好三四 - 白河一 - 白河二 - 白河三 - 平野一 - 平野二 - 平野三 | - 清澄二 - 清澄三 - 深川一 - 深川二北 - 深川二南 - 冬木 - 中木場 - 木場五 - 下木場 - 特別参加枠 |

## 鳳輦渡御
神輿連合渡御の前日に行われるのが通例であり、ルート上氏子区域内約70キロを巡る。主なルートは江東区の深川地域中南部。隅田川対岸の中央区の日本橋地域東部に新川。臨海部では台場や新木場なども含まれる。
ルート内経由地点
富岡八幡宮（発） - 豊洲4丁目 - 台場 - 牡丹2・3丁目 - 東陽1丁目 - 石島 - 富岡1丁目 - 三好1丁目 - 福住1丁目 - 白河3丁目 - 清澄2丁目 - 日本橋箱崎町 - 新川2丁目 - 富岡八幡宮（着）

## 二の宮神輿渡御
本祭りの翌年に二の宮の神輿を担ぐ。本祭りと同じコースを巡る。
2003年には二の宮神輿で氏子108名が行幸通りを渡御して皇居の前で拝礼した。これは江戸開府400年記念、それに終戦間近の深川を巡幸した昭和天皇への感謝をこめて、1948年に皇居へ深川神輿を渡御してから55年を記念して行われたものである。

## 子供神輿連合
本祭りの前年に神輿を担ぐ。30数基の神輿と共に永代通りの一部区間を巡る。

## ギャラリー

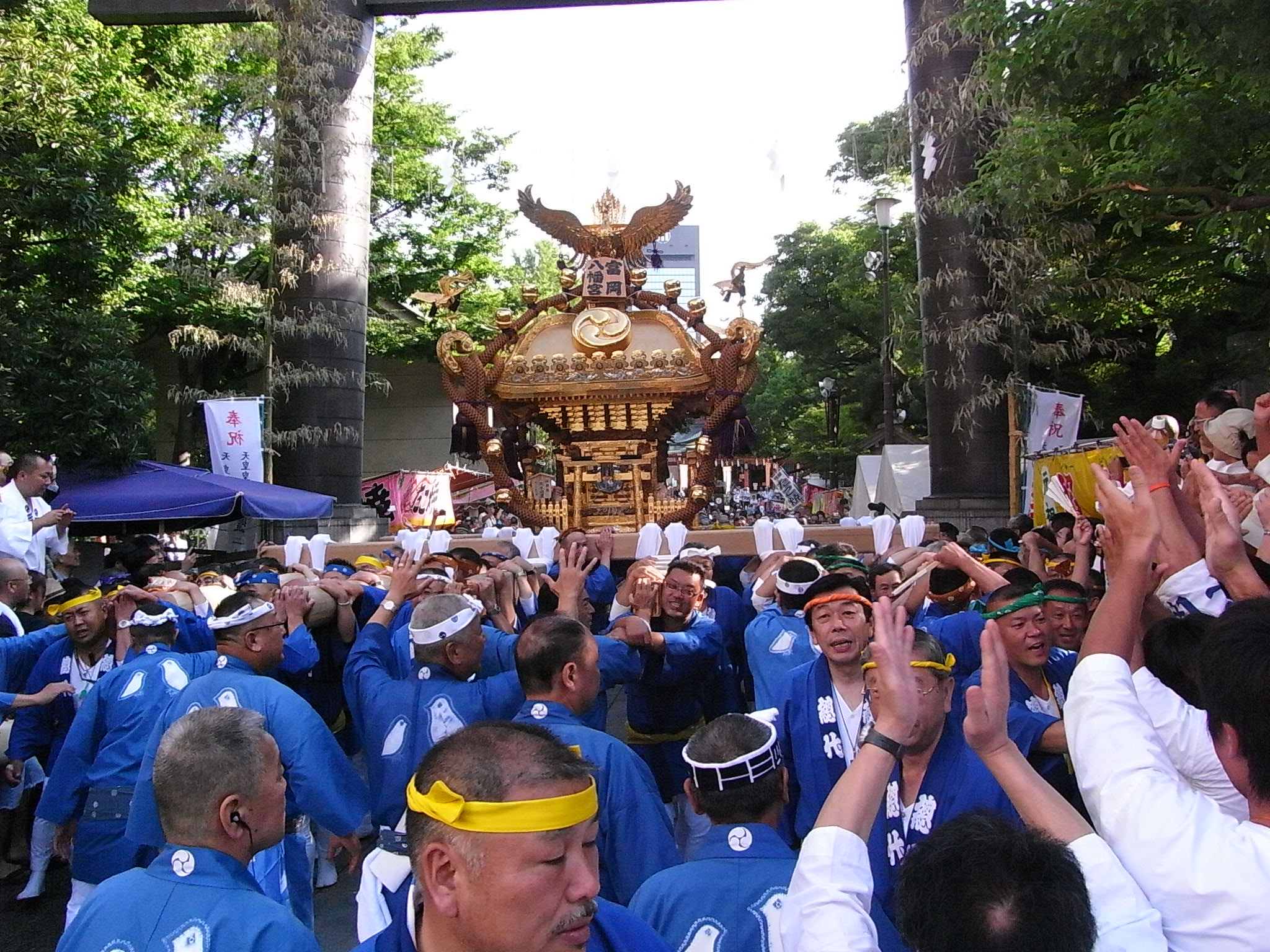
深川祭 御本社祭り（2009年8月16日）
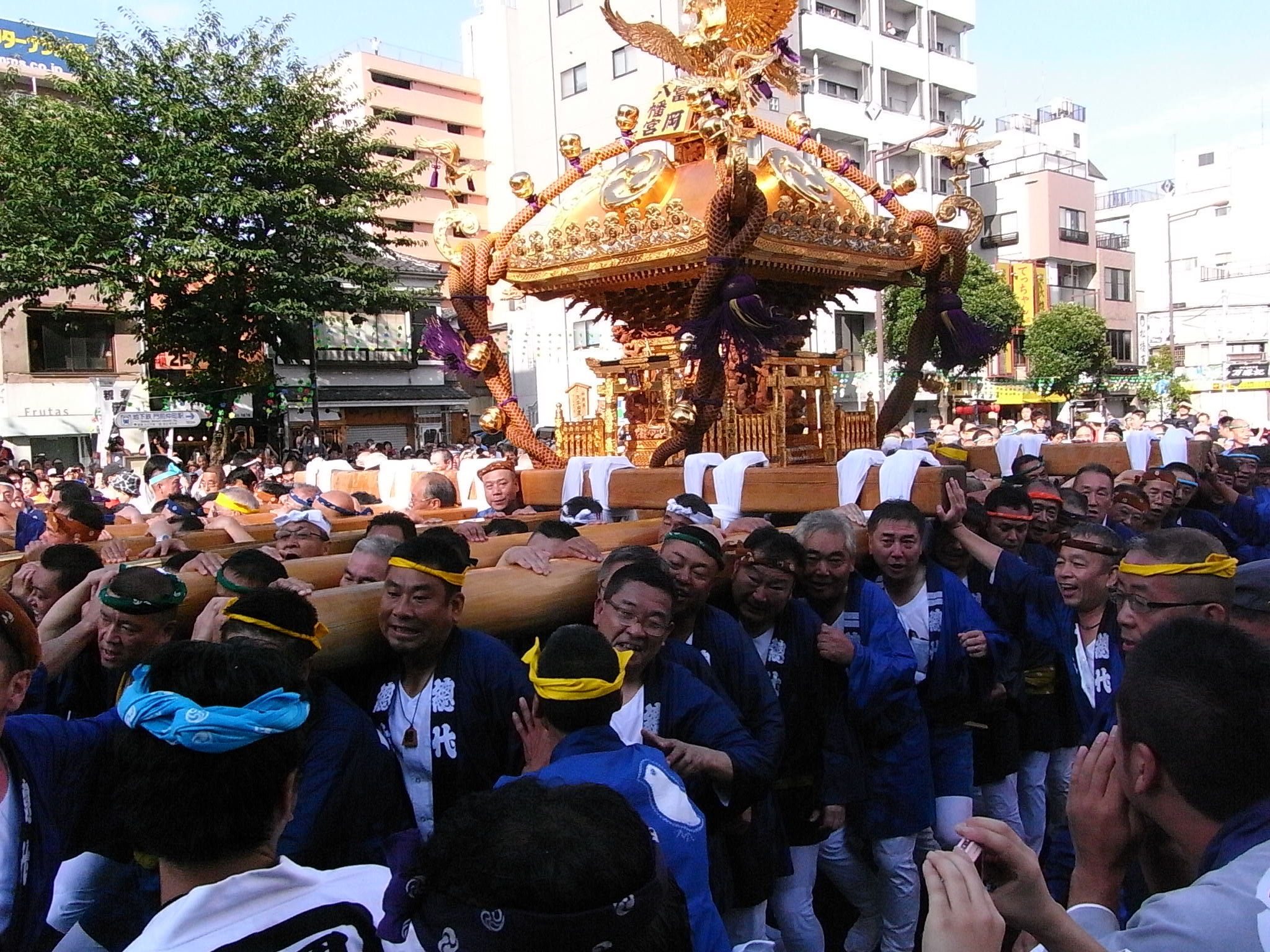
深川祭 御本社祭り（2009年8月16日）
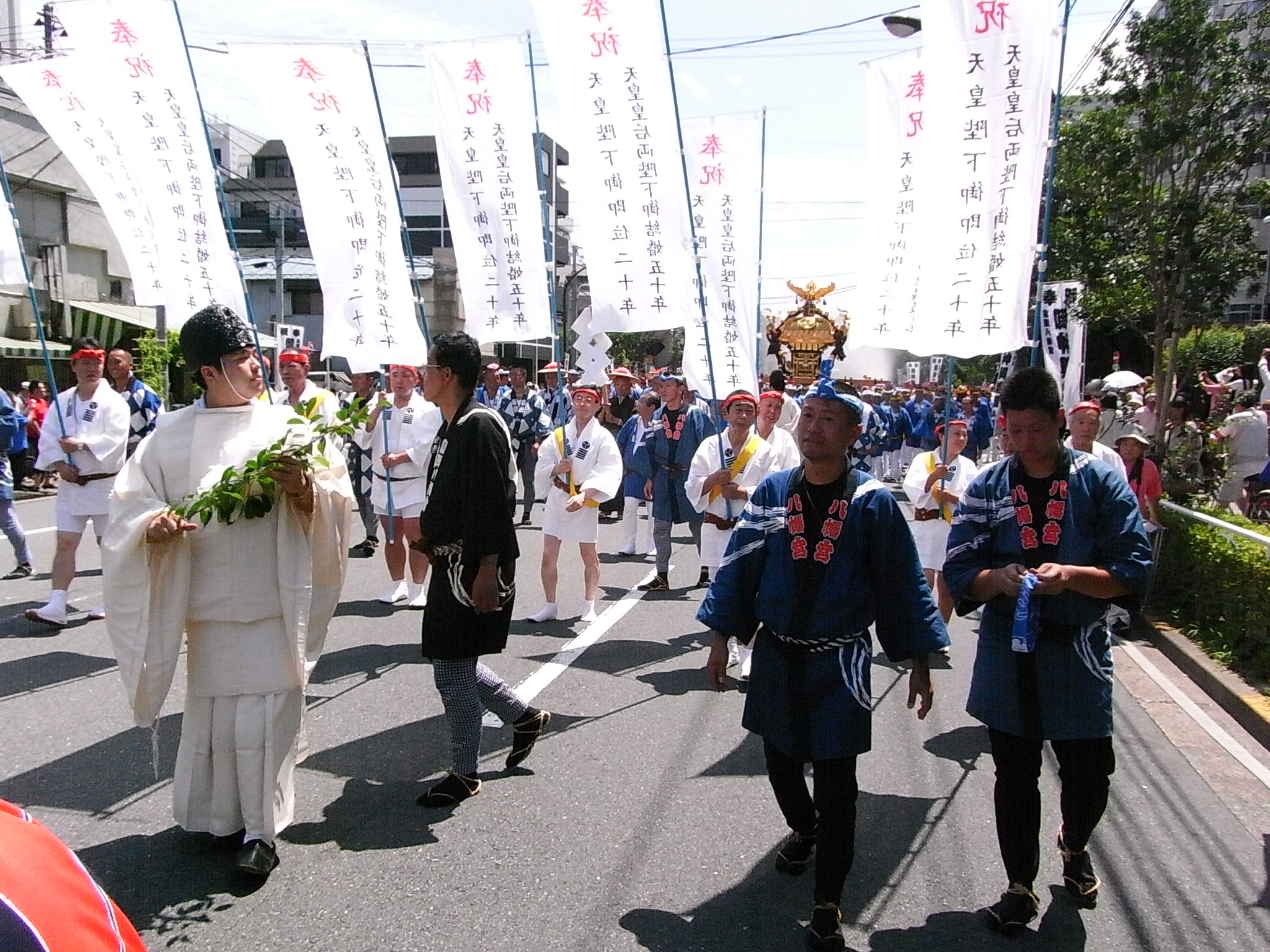
深川祭 御本社祭り（2009年8月16日）
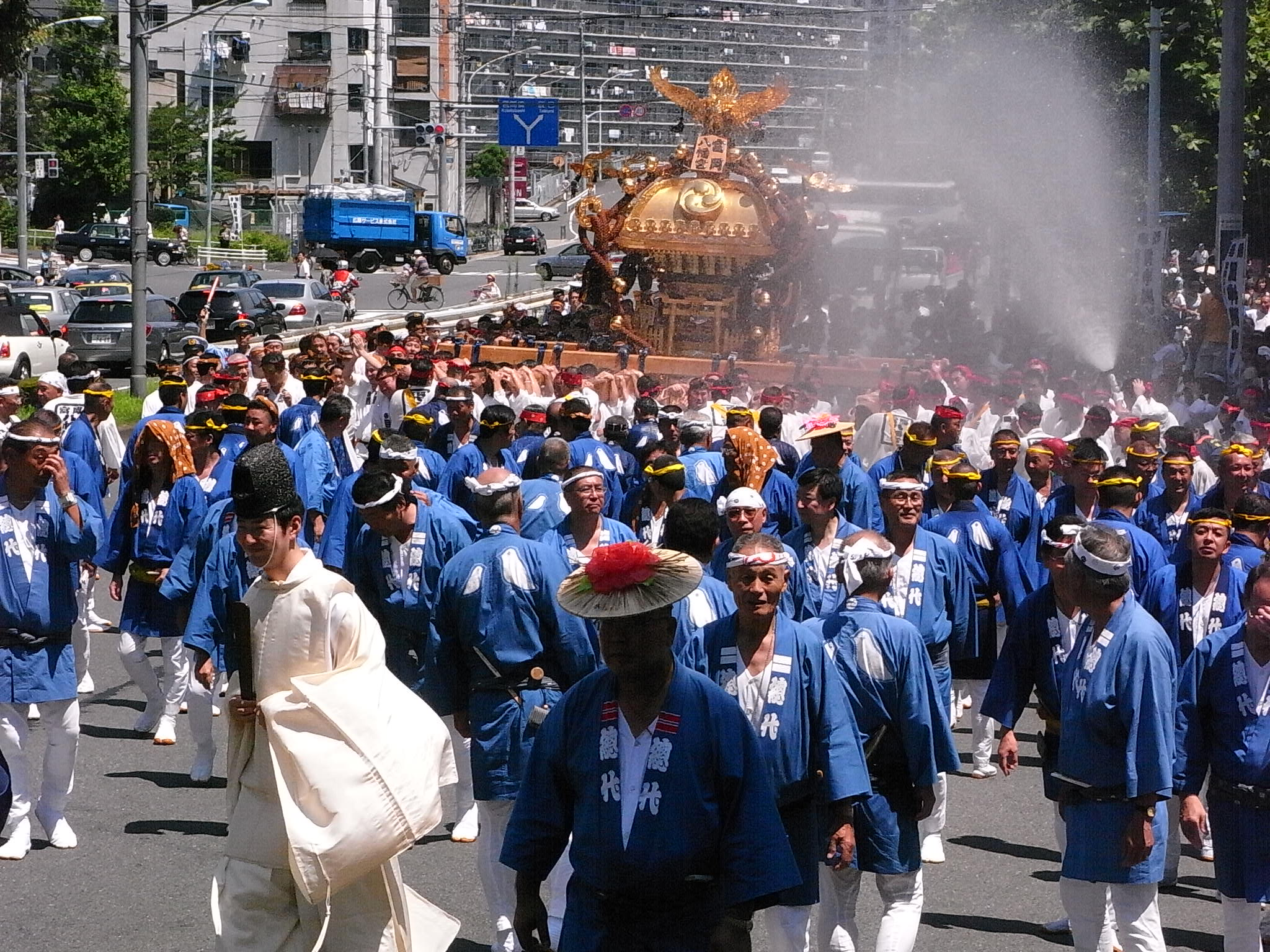
深川祭 御本社祭り（2009年8月16日）
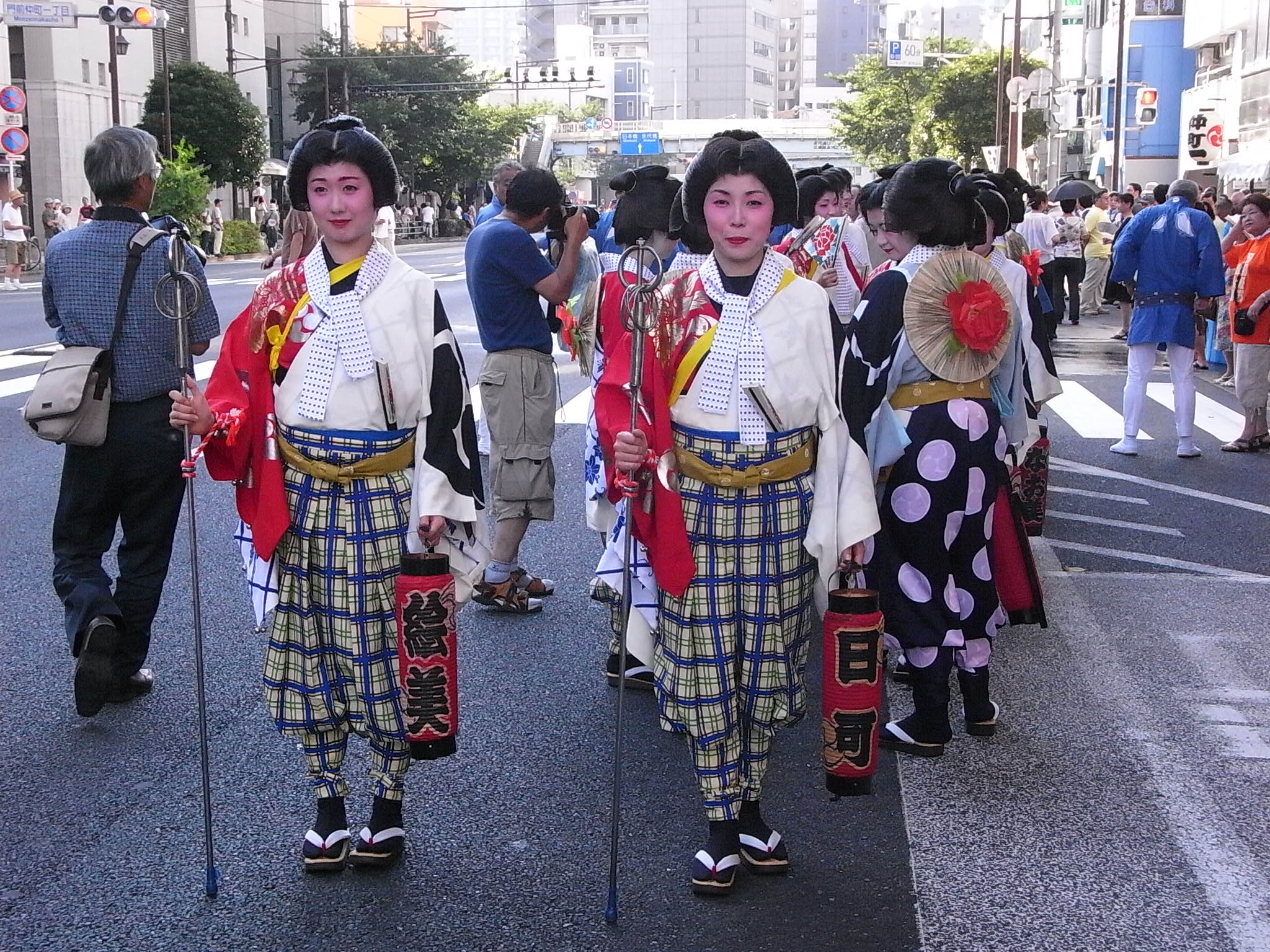
深川祭 御本社祭り（2009年8月16日）
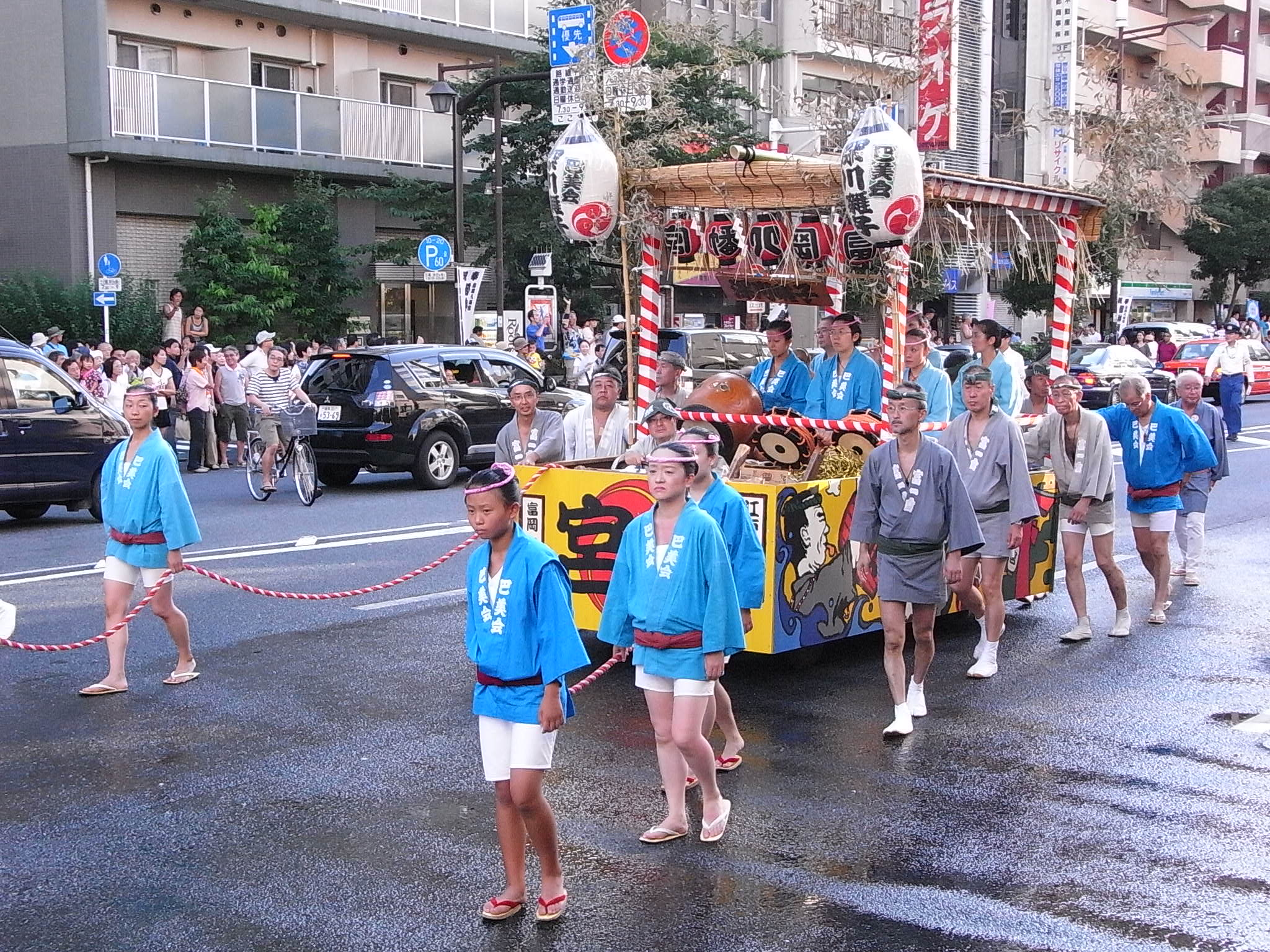
深川祭 御本社祭り（2009年8月16日）
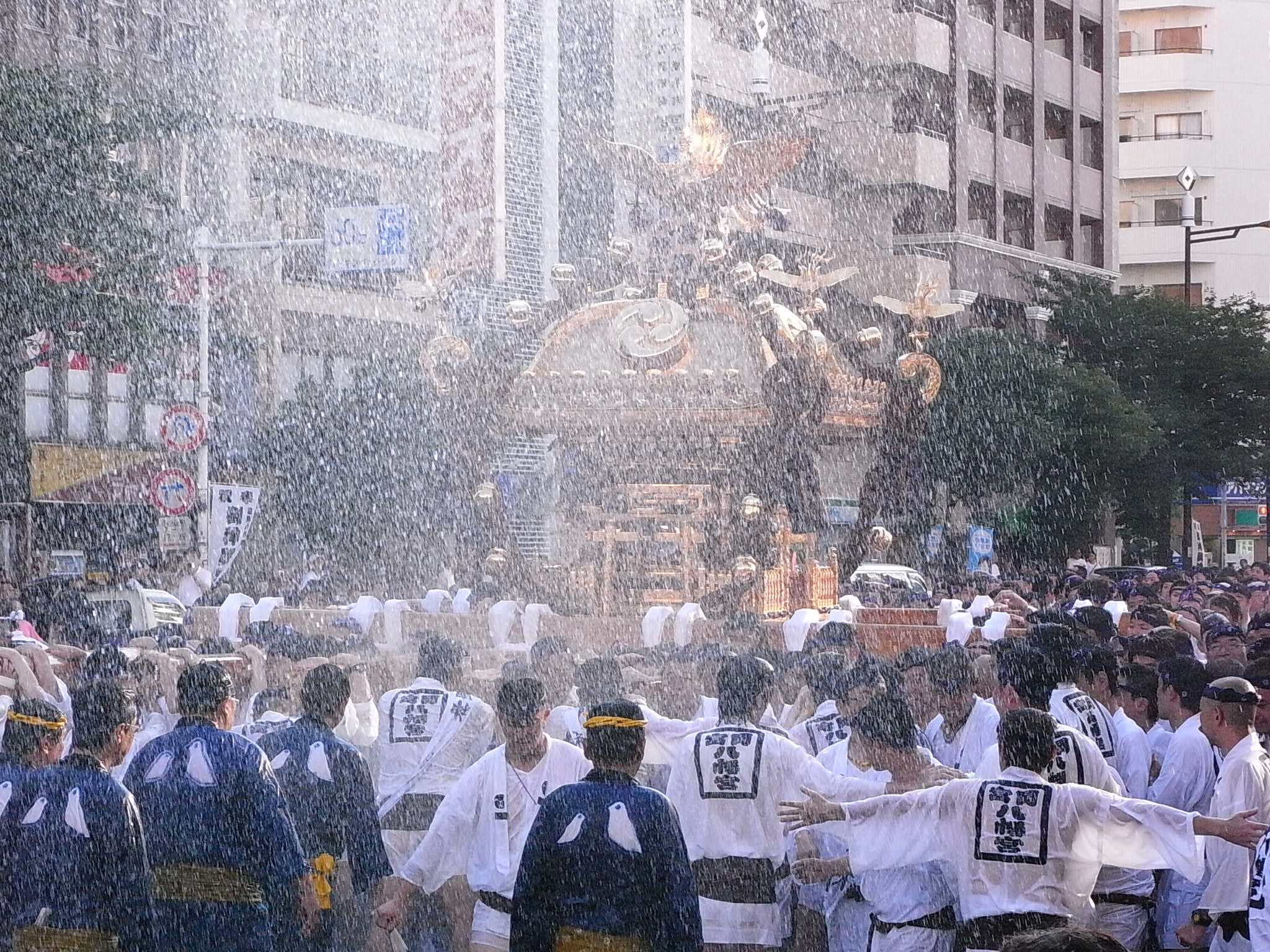
深川祭 御本社祭り（2009年8月16日）
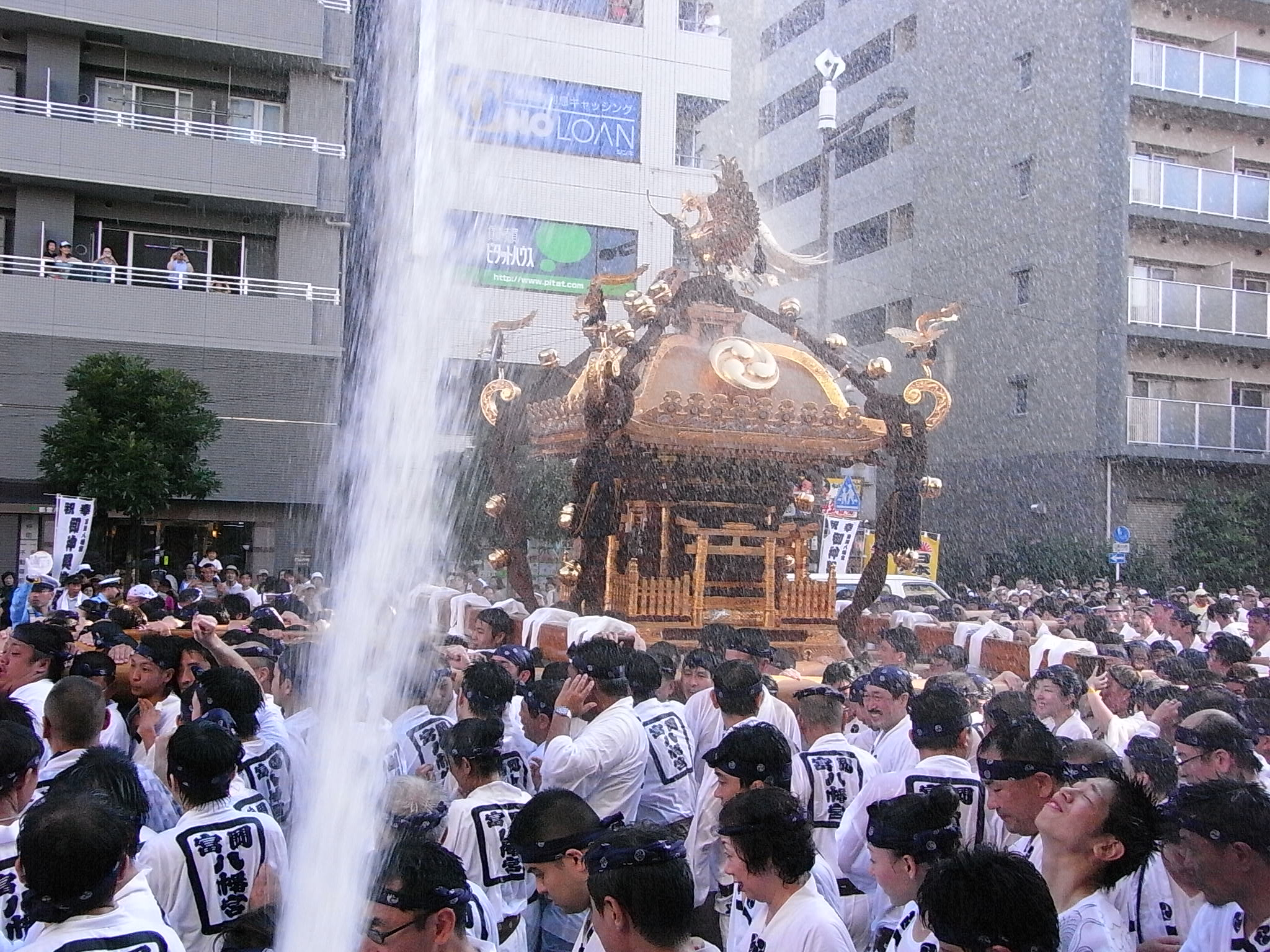
深川祭 御本社祭り（2009年8月16日）
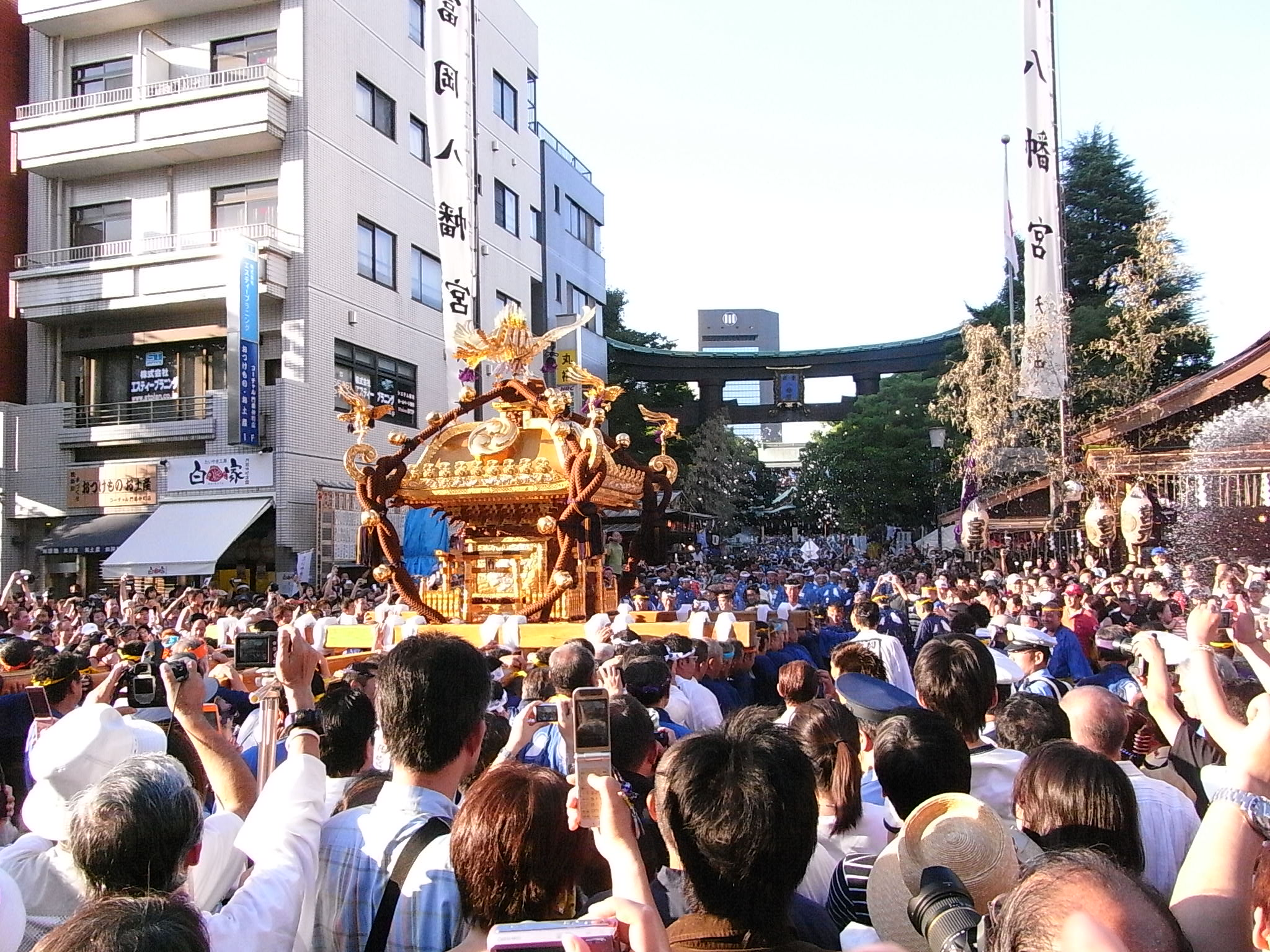
深川祭 御本社祭り（2009年8月16日）
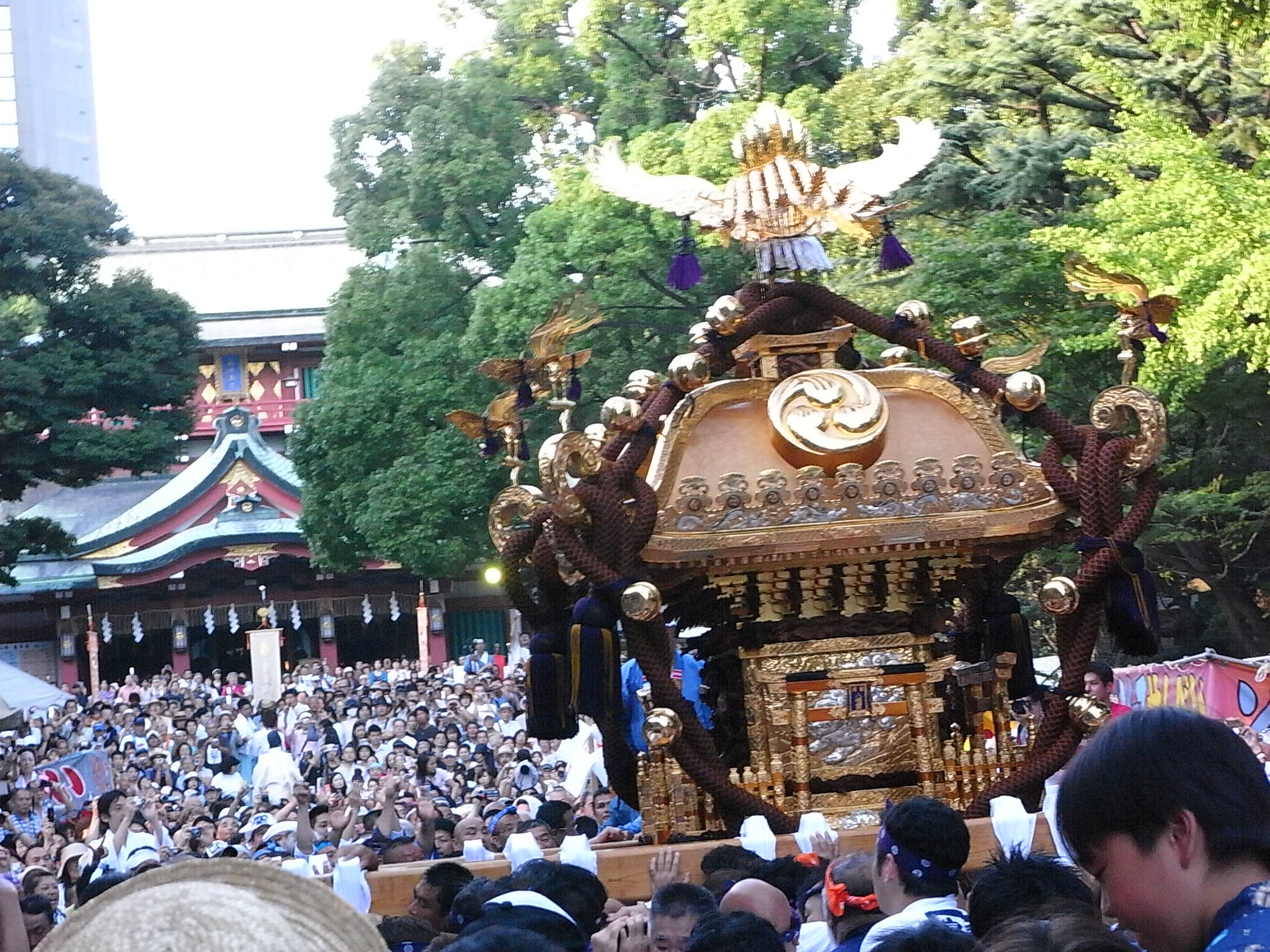
深川祭 御本社祭り（2009年8月16日）
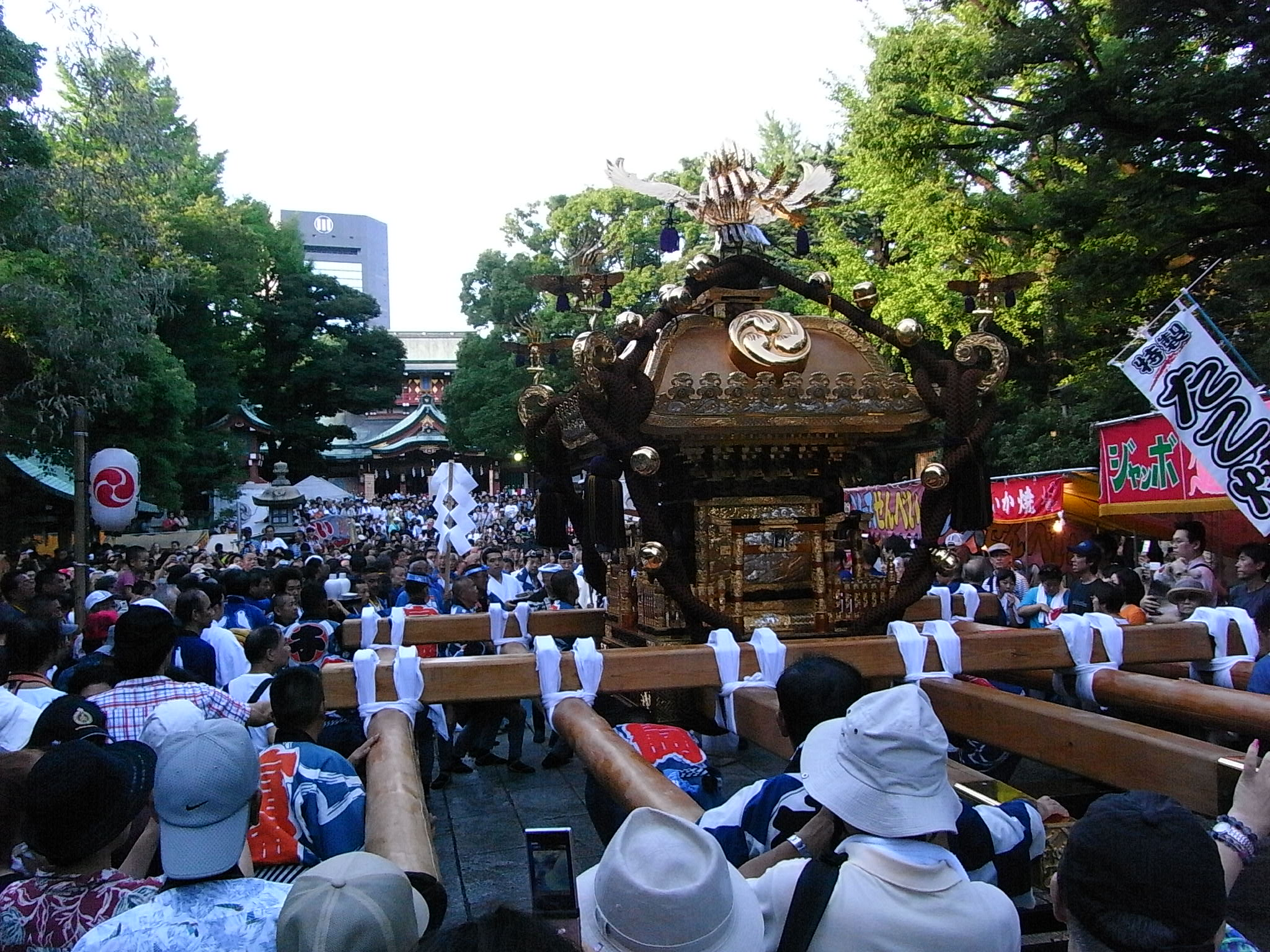
深川祭 御本社祭り（2009年8月16日）
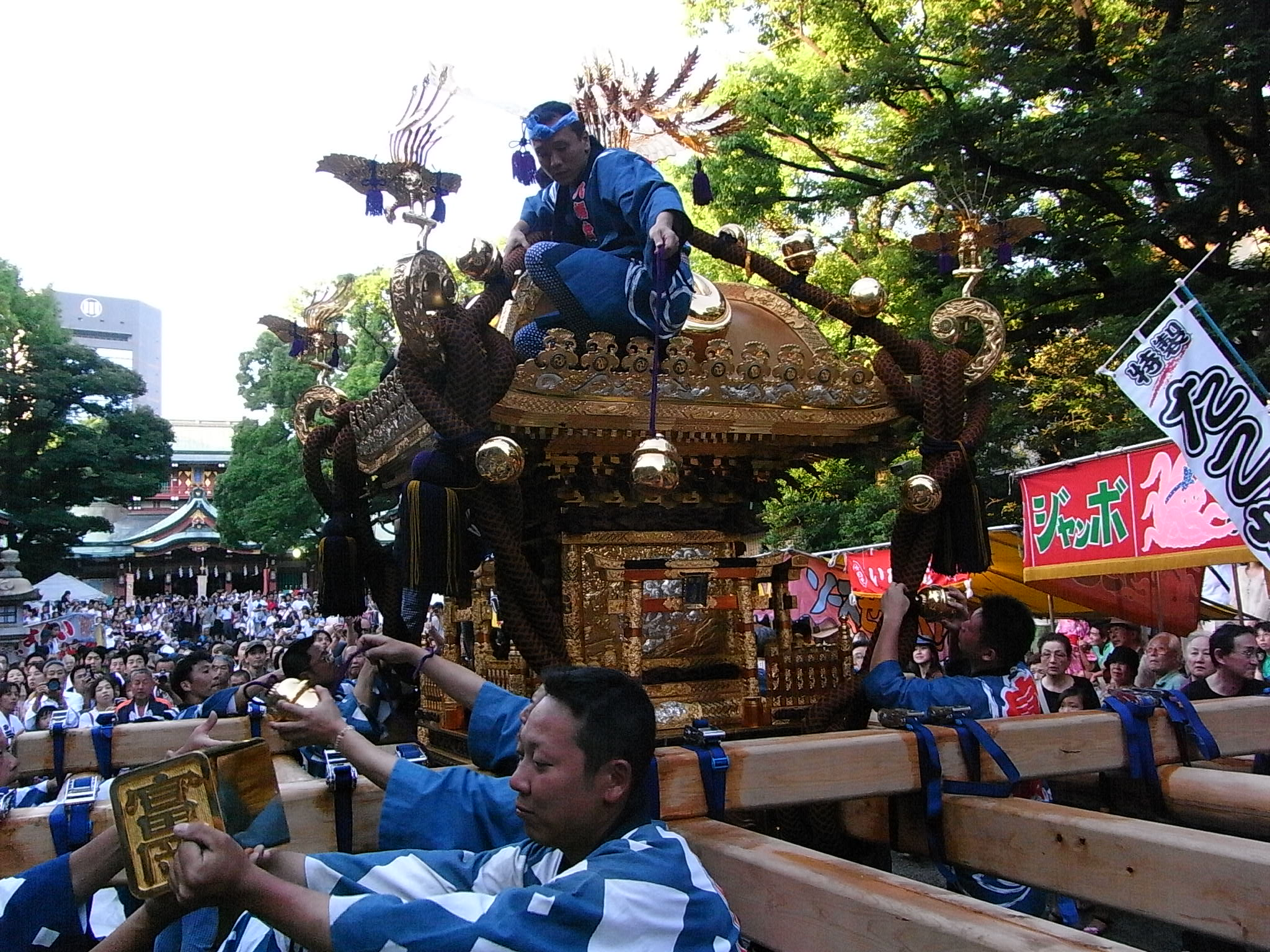
深川祭 御本社祭り（2009年8月16日）
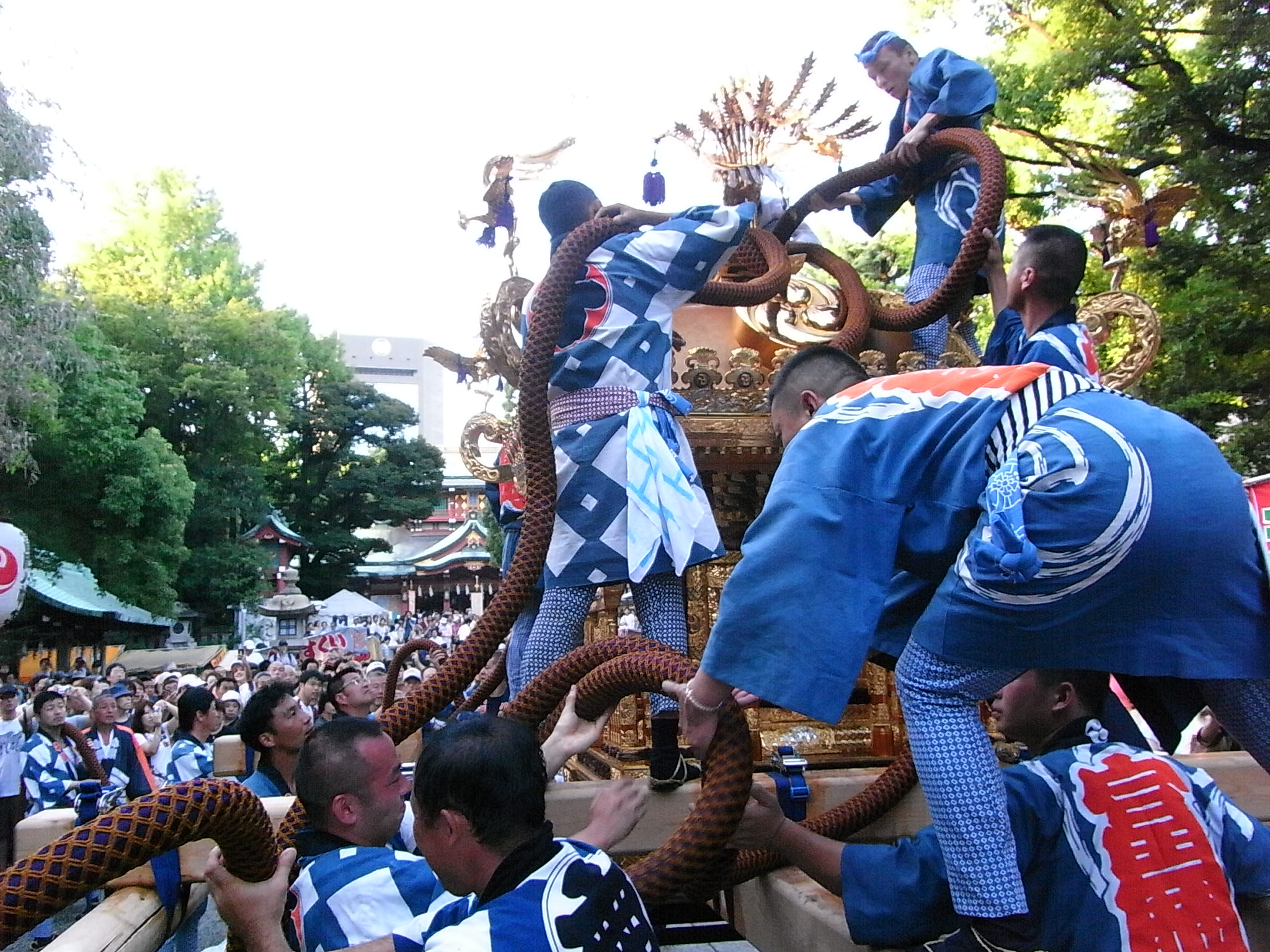
深川祭 御本社祭り（2009年8月16日）
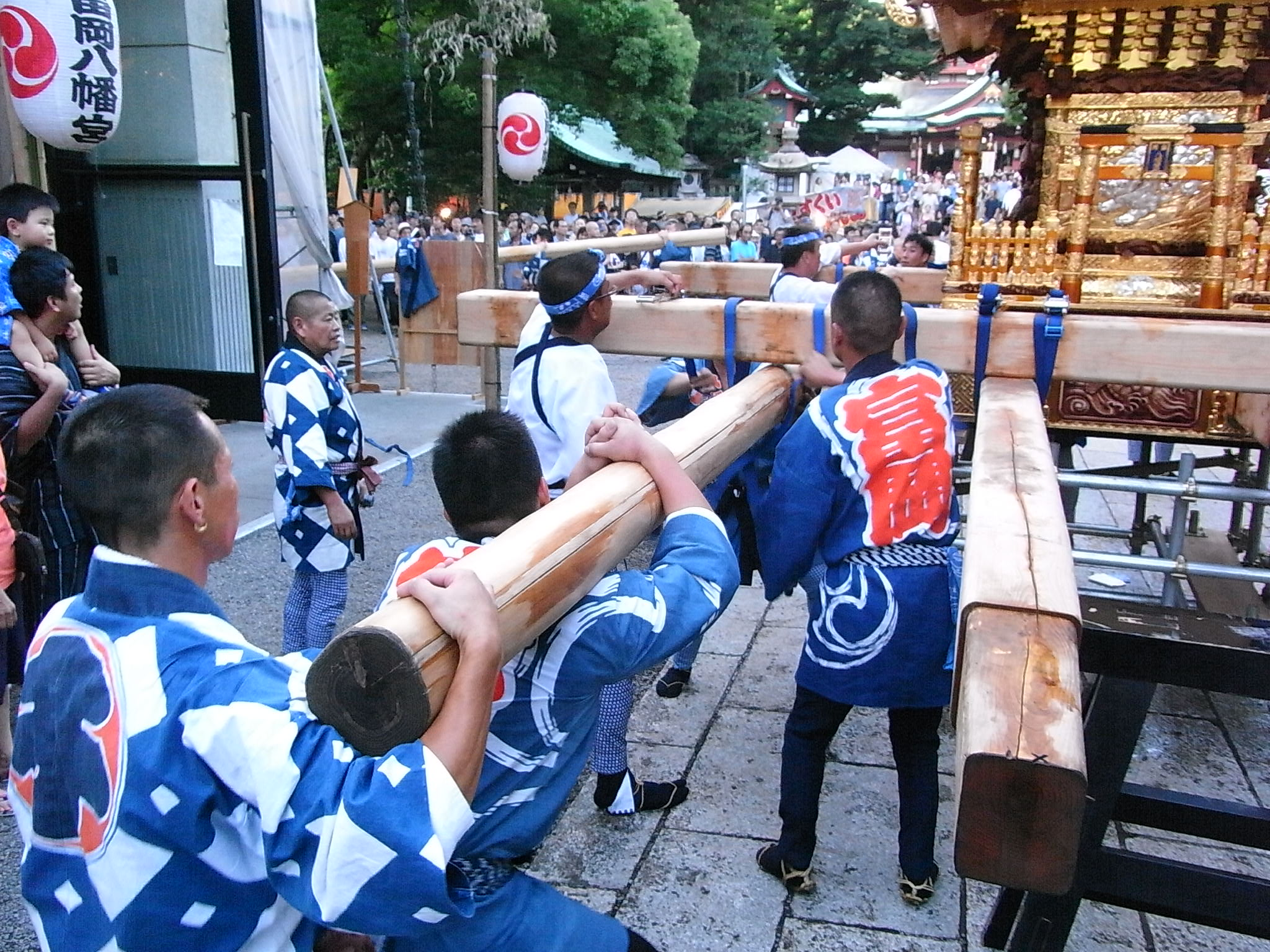
深川祭 御本社祭り（2009年8月16日）
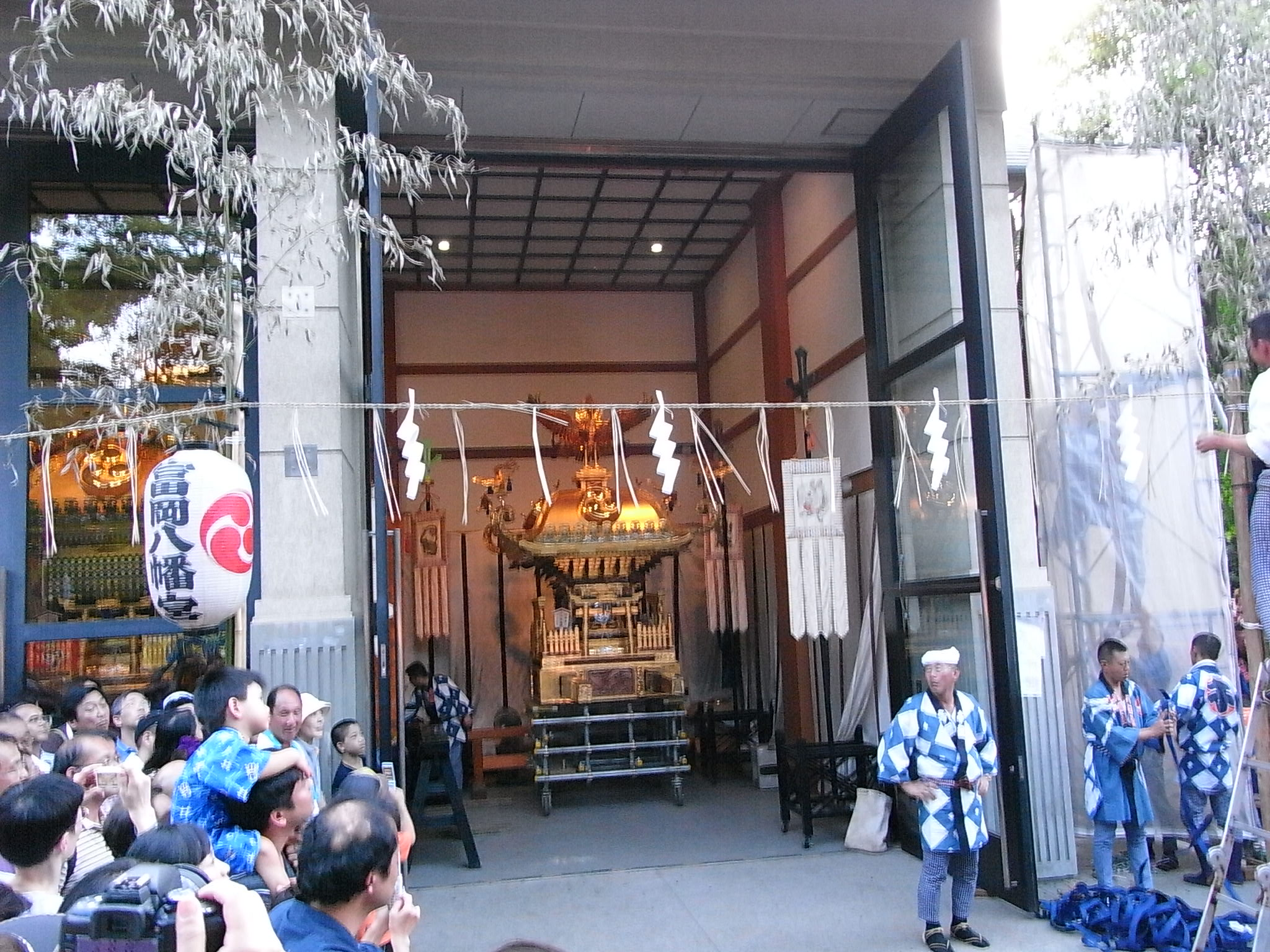
深川祭 御本社祭り（2009年8月16日）